# Yom

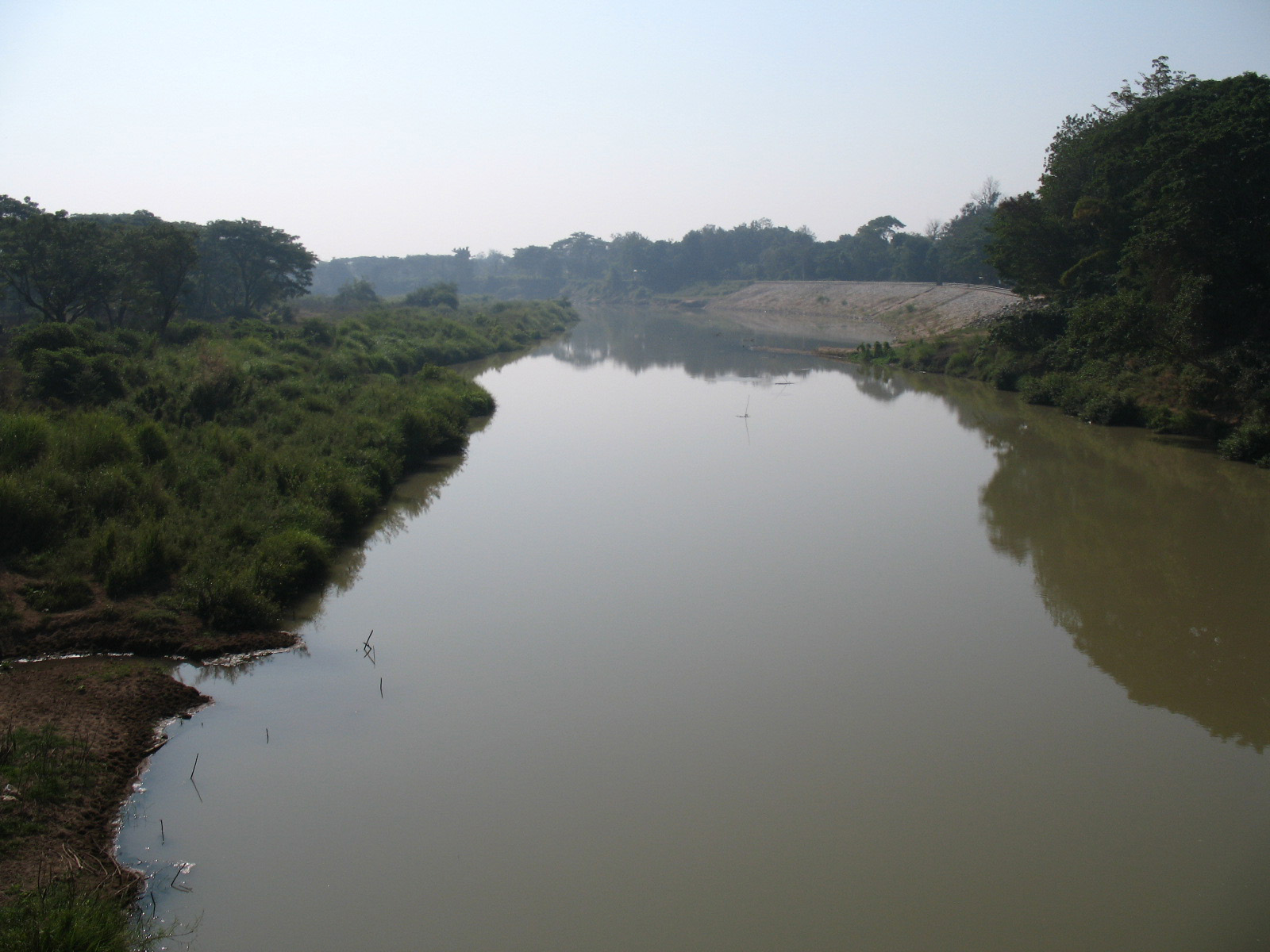
De Yom in de provincie Changwat Phrae

De Yom is een rivier in Thailand. De rivier ontspringt in Noord-Thailand en mondt even ten noordoosten van de stad Nakhon Sawan in de provincie Nakhon Sawan uit in de rivier de Nan. De rivier is 555 kilometer lang.

## Steden
Belangrijke steden aan de Yom:
- Sukhothai